# Diplochorina naumovii
Diplochorina naumovii är en svampart som beskrevs av Gutner 1933. Diplochorina naumovii ingår i släktet Diplochorina, klassen Dothideomycetes, divisionen sporsäcksvampar och riket svampar.   Inga underarter finns listade i Catalogue of Life.